# Локов
Локов (мкд. Локов) је насеље у Северној Македонији, у западном делу државе. Локов припада општини Струга.

## Географија
Насеље Локов је смештено у западном делу Северне Македоније. Од најближег града, Струге, насеље је удаљено 30 km северно.
Локов се налази у малој историјској области Малесија, која обухвата западну страну планине Караорман. Насеље је положено високо. Западно од насеља тло се спушта у клисуру Црног Дрима, где је образовано вештачко језеро Глобочица. Надморска висина насеља је приближно 1.330 метара.
Клима у насељу је планинска.

## Становништво
Локов је према последњем попису из 2002. године био без становника. 
Претежно становништво у насељу били су етнички Македонци.
Већинска вероисповест било је православље.